# John Ince (cầu thủ bóng đá)
John Ince (29 tháng 11 năm 1908 - 1968) là một cầu thủ bóng đá người Anh có 51 lần ra sân ở Football League ở vị trí thủ môn cho Darlington và Gateshead trong thập niên 1930. Ông cũng thuộc biên chế của Exeter City nhưng không thi đấu trận nào.